# Alloasteropetes
Alloasteropetes é um gênero de traça pertencente à família Arctiidae.

## Espécies
- Alloasteropetes olivacea Kishida & Machijima, 1994